# Baren
Baren (nemško St. Gregorn) je naselje v Občini Mostič v Okraju Šentvid ob Glini na Koroškem v Avstriji.